# Attila Mizsér
Attila Mizsér (Budapeste, 28 de abril de 1961) é um ex-pentatleta húngaro, campeão olímpico. 

## Carreira
Attila Mizsér representou seu país nos Jogos Olímpicos de 1988 e 1992, na qual conquistou a medalha de ouro, no pentatlo moderno, em 1988 por equipes, e em 1992 foi prata no individual.